# Singnapur
Singnapur là một thị trấn thống kê (census town) của quận Ahmadnagar thuộc bang Maharashtra, Ấn Độ.

## Nhân khẩu
Theo điều tra dân số năm 2001 của Ấn Độ, Singnapur có dân số 10.858 người. Phái nam chiếm 55% tổng số dân và phái nữ chiếm 45%. Singnapur có tỷ lệ 68% biết đọc biết viết, cao hơn tỷ lệ trung bình toàn quốc là 59,5%: tỷ lệ cho phái nam là 76%, và tỷ lệ cho phái nữ là 58%. Tại Singnapur, 14% dân số nhỏ hơn 6 tuổi.